# Курутія рудощока

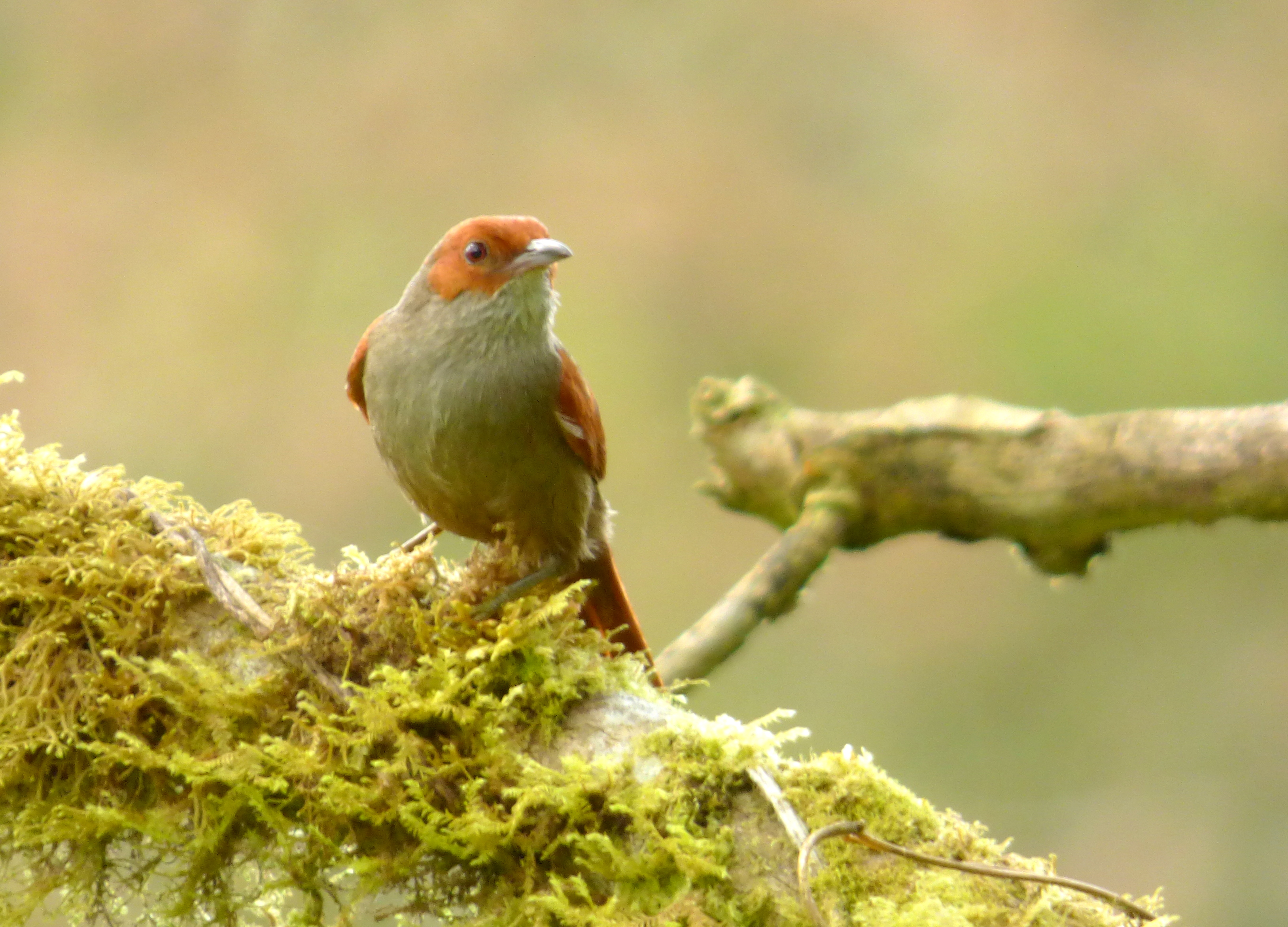
Рудощока курутія

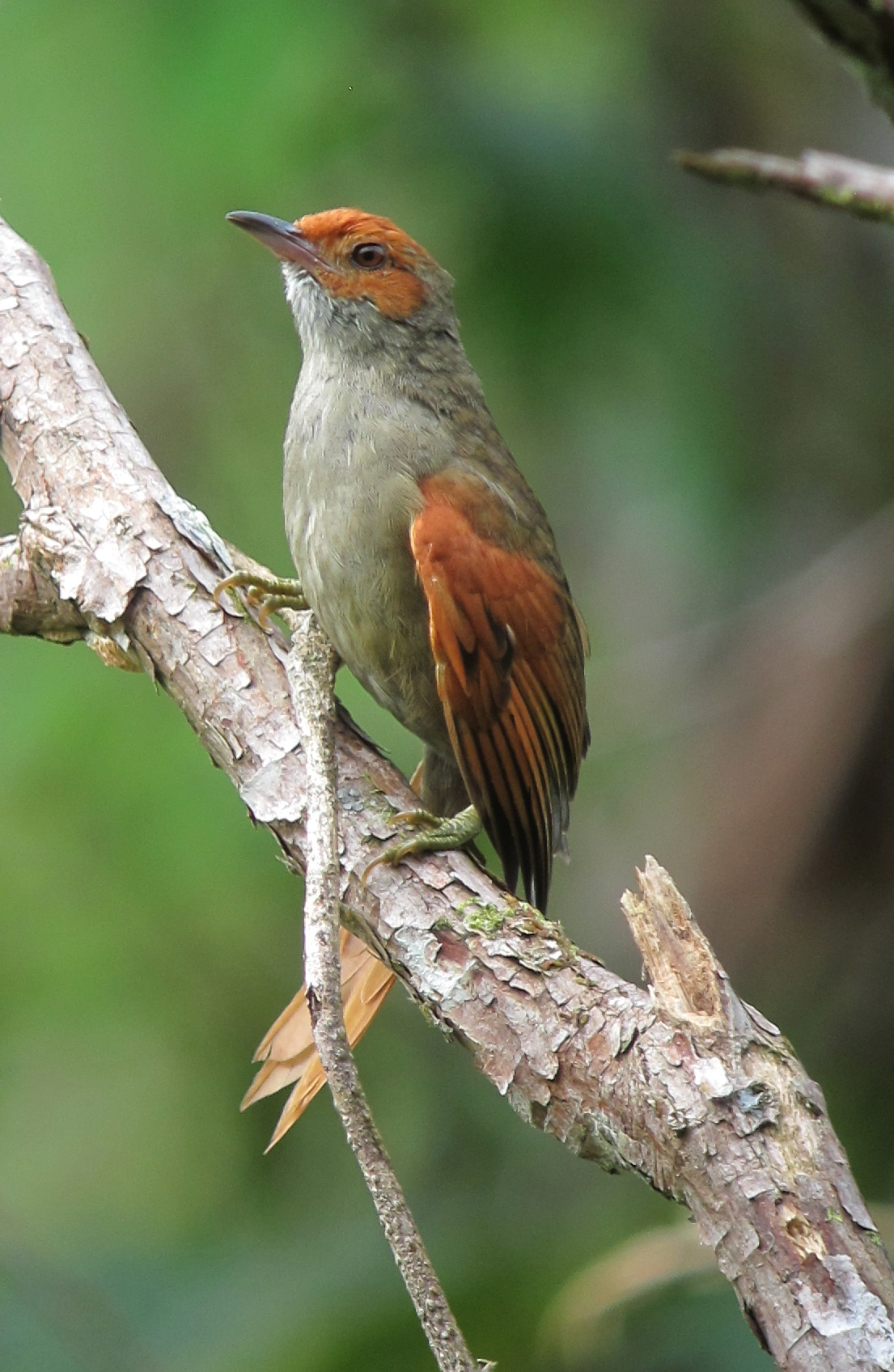
Рудощока курутія

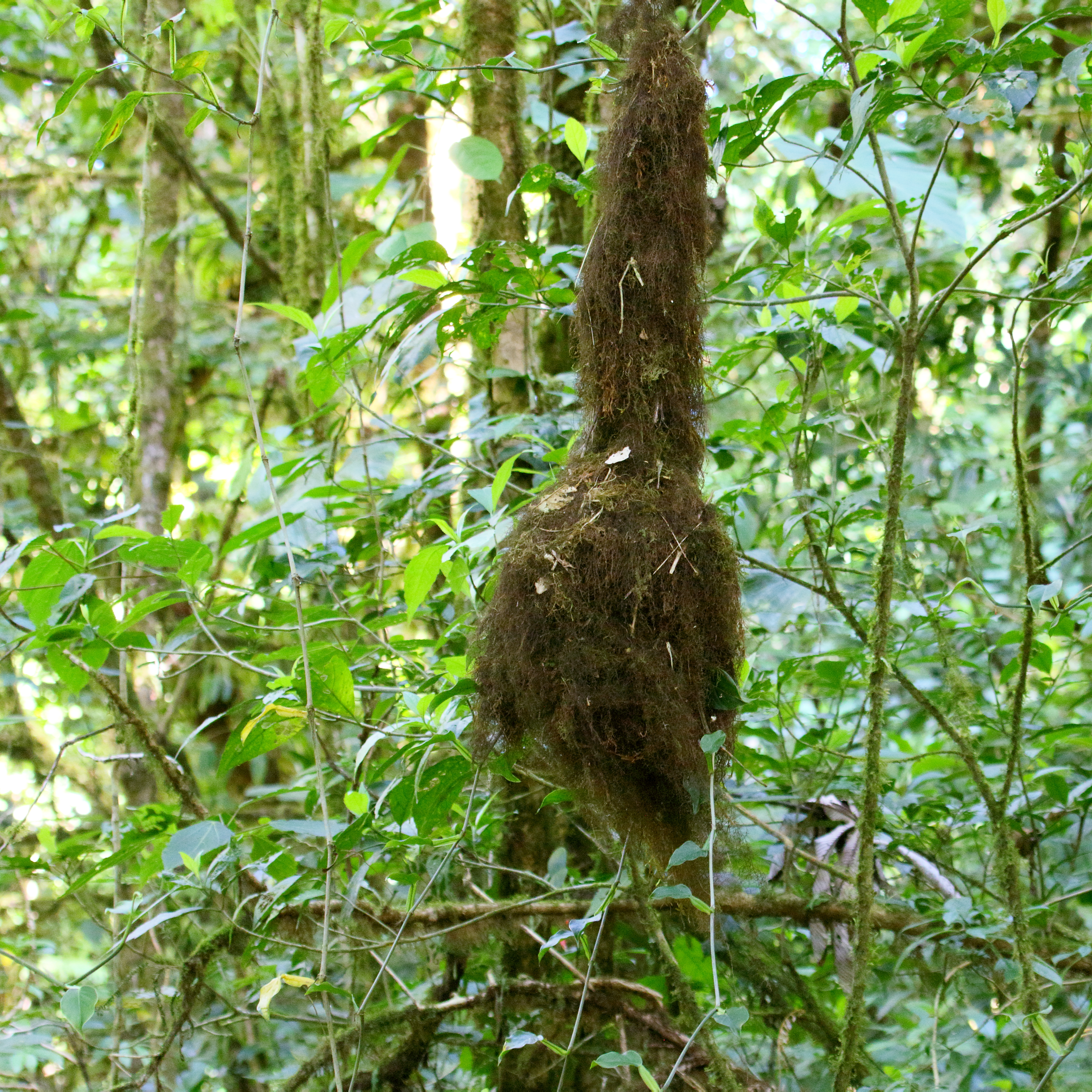
Гніздо рудощокої курутії

Куру́тія рудощока (Cranioleuca erythrops) — вид горобцеподібних птахів родини горнерових (Furnariidae). Мешкає в Центральній і Південній Америці. 

## Опис
Довжина птаха становить 15 см. Тім'я, щоки і крила яскраво-руді. Спина і потилиця темно-оливково-коричневі, решта тіла світло-оливково-коричнева.

## Підвиди
Виділяють три підвиди:
- C. e. rufigenis (Lawrence, 1868) — гори в Коста-Риці і на заході Панами[4][5];
- C. e. griseigularis (Ridgway, 1909) — крайній схід Панами (Серро-Пірре, Серро-Такаркуна[es] Серро-Малі), Західний хребет і західні схили Центрального хребта Колумбійських Анд (в Західному хребті на південь до Нариньйо, в Центральному хребті від Антіокії на південь до Кіндіо, а також в Серранія-де-Сан-Лукас[es]);
- C. e. erythrops (Sclater, PL, 1860) — Анди на заході Еквадору (на південь до північно-західного Асуаю), а також в прибережному хребті Кордильєра-де-Маче (південний захід Манабі і захід Гуаясу).

## Поширення і екологія
Рудощокі курутії мешкають в Коста-Риці, Панамі, Колумбії і Еквадорі. Вони живуть в кронах вологих гірських і рівнинних тропічних лісів та на узліссях. Зустрічаються на висоті від 150 до 2300 м над рівнем моря.